# Flxible Metro
Flxible Metro — автобус в междугороднем исполнении, который был собран и изготовлен корпорацией Flxible с 1983 по 1995 год. С 1978 по начало 1983 года, когда Flxible принадлежал Grumman, модель была известна как Grumman 870 с заводской табличкой Grumman. Более ранняя модель 870 имела большое количество серьезных конструктивных дефектов и недоделок, некоторые из которых привели к подаче покупателями судебных исков против компании, а модель-преемница "Metro" устранила эти дефектные конструктивные проблемы.
За всю 17-летнюю историю производства было построено в общей сложности 14 456 автомобилей, из которых 4 642 были моделью 870 и 9 814 — Metro.

## История

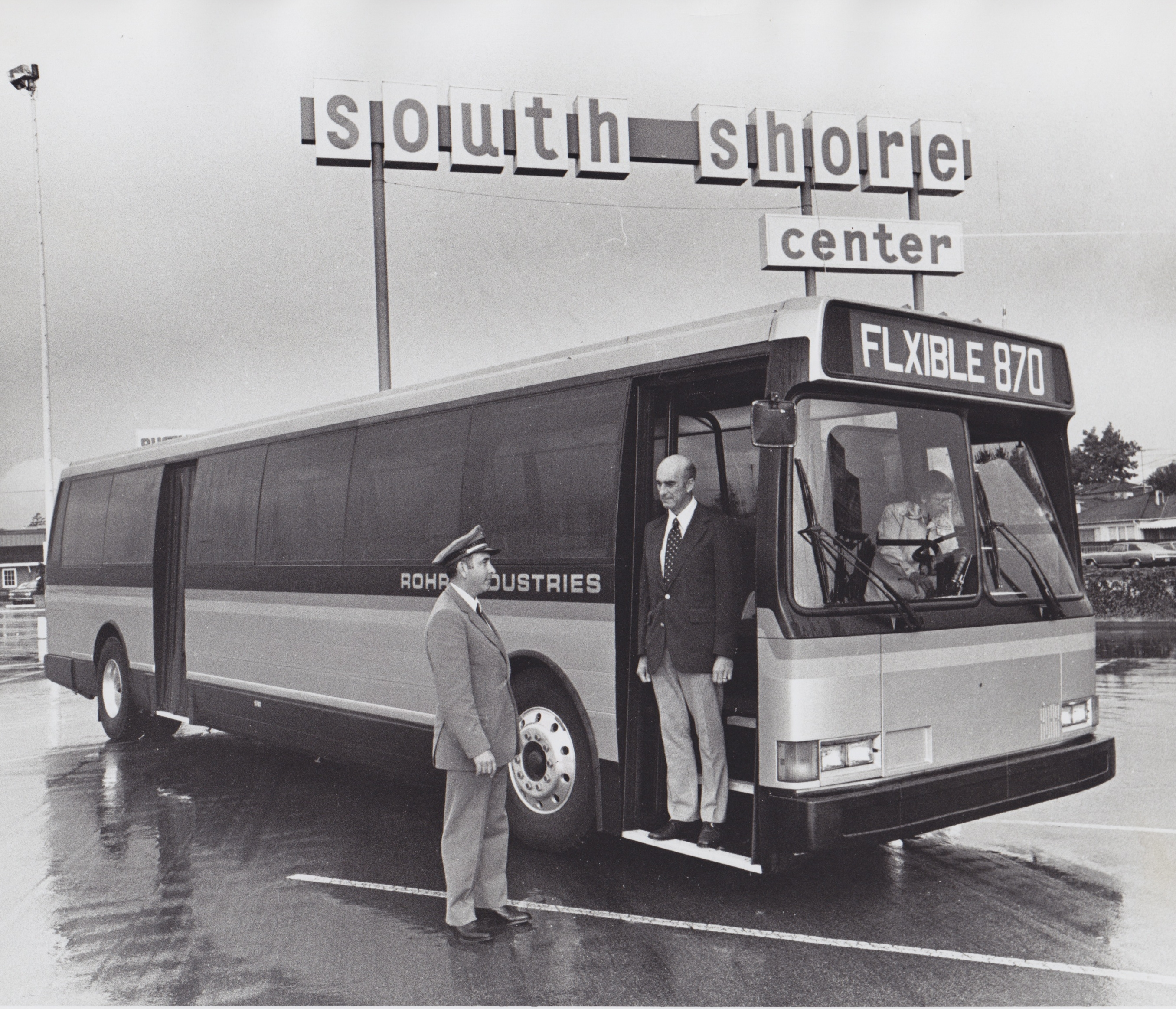
Прототип Flxible/Rohr 870 в Аламида Центр Южного побережья во время испытаний с AC Transit, сентябрь 1976 г.

Находясь в собственности Rohr Industries с 1970 года, в то время как их очень популярный гибкий новый облик всё ещё находился в производстве, компания Rohr приступила к разработке того, что впоследствии стало автобусом Grumman 870 Advanced Design. Автобус Grumman 870 был одним из двух автобусов усовершенствованной конструкции (другой была серия Rapid Transit (RTS II), разработанная конкурирующей General Motors и позже приобретенная MTS). Обе модели были компромиссом администрации городского общественного транспорта (UMTA), которая стремилась разработать дизайн "Трансбуса", который был бы "привлекательным, вместительным, комфортным" и облегчал бы посадку пожилым пассажирам и инвалидам, приняв эти две модели в качестве компромисса. В то время федеральное правительство субсидировало покупку только модели 870 или RTS II.
В 1978 году компания Rohr продала Flxible компании Grumman за 55 миллионов долларов США, включая продажу двух прототипов того, что впоследствии стало моделью 870. Несмотря на то, что второй прототип не прошёл испытания из-за треснувшей рамы "А", а испытания на выносливость ещё не проводились, Grumman решила, что 870 готов к производству, и прекратила выпуск Flxible New Look почти сразу после закрытия закупки (подробнее в "Результаты судебного разбирательства" ниже). Первый 870-й сошел с конвейера весной 1978 года. Находясь в собственности Grumman, Grumman-Flxible (как называлась компания в то время) получила крупный заказ на автобусы от Управления транспорта Нью-Йорка наряду с другими агентствами. Заказ NYC Transit Authority, выпущенный в 1980 году, примечателен тем, что эта партия выявила недостаток конструкции А-образной рамы, отмеченный во время тестирования: неспособность автобуса выдерживать износ в городах, где выбоины были проблемой, из-за чего все 870-е, построенные до этого времени, были выведены из эксплуатации. в декабре того же года был произведен ремонт А-образной рамы, который обошелся Грумману в 7 миллионов долларов. В общей сложности 2656 автобусов, включая автобусы в Атланте, Чикаго, Коннектикуте, Хьюстоне, Лос-Анджелесе и округе Ориндж, Калифорния, нуждались в ремонте.
В конце концов, Grumman был вынужден продать линейку General Automotive Corporation в 1983 году за 41 миллион долларов, что стало 25-процентной потерей после разработки "Flxible Metro", которая устранила все недостатки модели 870 в 1982 году. Под управлением General Automotive фирменная табличка Flxible была восстановлена к автобусам.

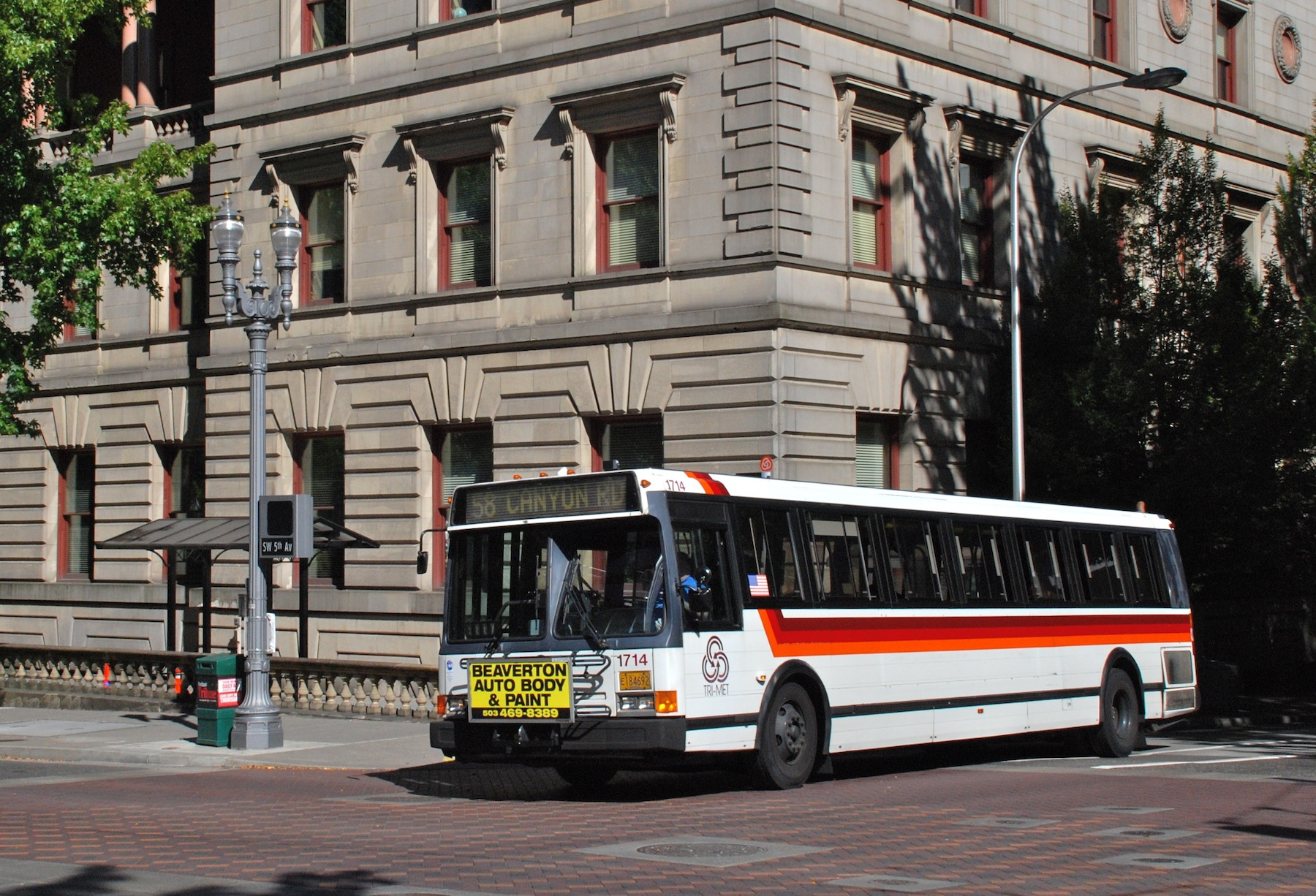
Flxible Metro 40102-6C 1992 года выпуска в Портленде, штат Орегон, в 2013 году. TriMet было одним из последних агентств, эксплуатировавших автобусы Flxible метро после 2010 года.

Производство продолжалось до конца 1995 года, когда финансовые проблемы вынудили компанию приостановить производство и уволить большую часть своей рабочей силы на заводе в Делавэре, штат Огайо. Первоначально планировалось, что увольнения будут временными, но в конечном итоге стали постоянными, и в 1996 году Flxible была вынуждена объявить о банкротстве по главе 11 и ликвидирована. Материнскую компанию General Automotive постигла бы та же участь, что и Flxible (банкротство и ликвидация) в следующем году.
Последними поставленными Flxible Metro были те, которые были доставлены в ноябре 1995 года в Monterey-Salinas Transit (Монтерей (Калифорния)) и Baltimore Metropolitan Transit Authority (Балтимор, Мэриленд). Однако ни один из этих заказов не включал Metro с самым высоким серийным номером (106591), который был доставлен месяцем ранее в Колумбус, штат Огайо. Официальный общий объем производства модели Metro по данным компании составляет 9 820 единиц, но есть веские доказательства, указывающие на то, что последние шесть из 25 автобусов, заказанных для Балтимора, так и не были построены, и это делает общее количество более вероятным в 9 814 единиц.
В 1995 году несколько подержанных 870-х были приобретены городом Киров, Россия, у Центрального транспортного управления штата Огайо (Колумбус, Огайо), где они использовались до 2004 года.

## Результат судебного процесса

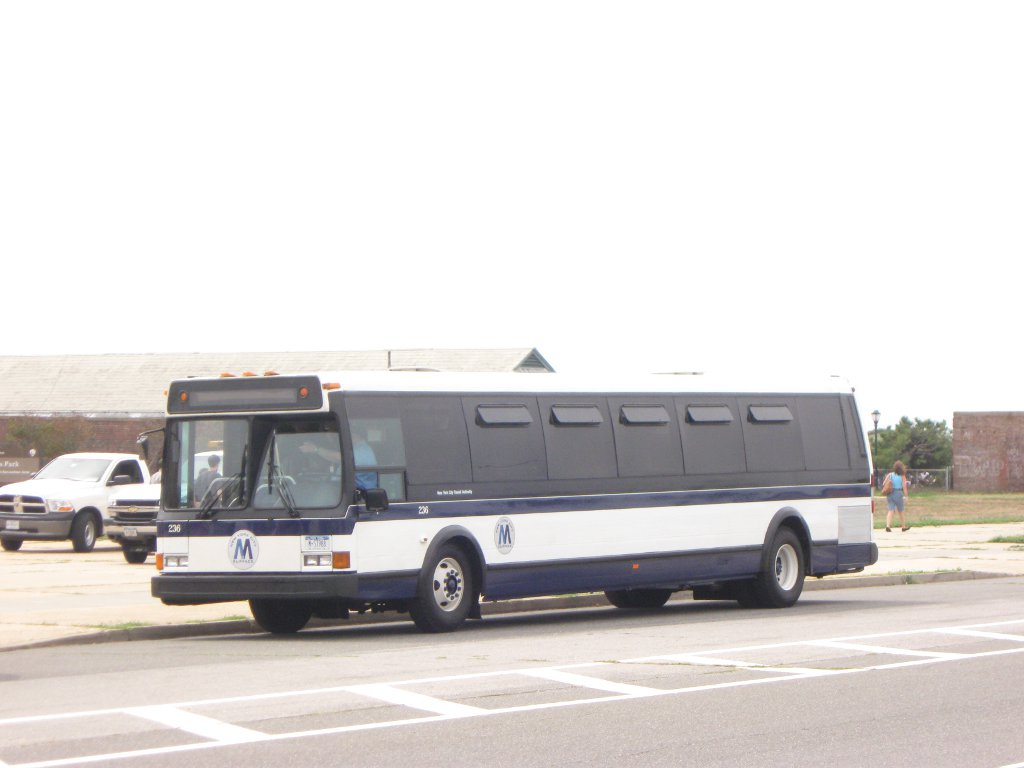
Нью-Йорк Сити транзит Грумман 870 236, сохраненный как историческое транспортное средство

Эпоха производства Grumman привела бы к ряду судебных исков, связанных с дефектами А-образной рамы 870, с участием либо бывшего владельца Flxible Рора, либо Столичного транспортного управления Нью-Йорка.
1. Metropolitan Transportation Authority (MTA), в автобусах которого в начале декабря 1980 года в их депо в Ульмер-парке была замечена первая проблема с треснувшей А-образной рамой, впервые отозвало свой парк NYC Transit Authority в 1980 году (была выпущена отдельная партия для MSBA, проблема была устранена в следующем году) и подал в суд на Grumman. Этот судебный процесс привел бы к урегулированию вопроса о ремонте всех 870 автобусов, построенных до этого времени (всего 2656 экземпляров), наряду с досрочным расторжением контракта на сборку, по которому последние 200 автобусов из заказа были переданы General Motors.
2. В 1983 году, незадолго до того, как Grumman продала Flxible, Grumman подала в федеральный суд на Rohr Industries иск на 500 миллионов долларов, утверждая, что компания не знала о конструктивных недостатках модели 870 до начала производства вскоре после закрытия продажи. Рору было быстро вынесено решение в упрощенном порядке, которое было оставлено в силе при подаче апелляции; суд отметил, что Грумман действительно имел доступ ко всей информации о тестировании, включая информацию о том, что тестирование было неполным.
3. В 1984 году, после пожара в автобусе Model 870 NYCTA № 411, Дэвид Л. Ганн, всего на пятый день работы в MTA, приказал в последний раз убрать с дороги парк Grumman 870 в Нью-Йорке (автомобили для MSBA, построенные в 1981 году, принадлежали округу Нассо (Нью-Йорк), а также объекты, построенные для пяти частных компаний в районе Куинс, штат Нью-Йорк, оставались в эксплуатации до середины 1990-х годов). В мае того же года MTA снова подала в суд на Grumman (которая к этому времени уже не владела линией), требуя возмещения ущерба в размере 184 миллионов долларов в результате мошенничества и 140 миллионов долларов на покупку запасных частей, называя автобусы "лимонами". На этот раз Grumman предъявила встречный иск MTA на 1 миллиард долларов, утверждая, что причиной было плохое техническое обслуживание, и разместила в местных СМИ рекламу на всю страницу, подтверждающую этот факт. В конечном итоге MTA вернёт 56 миллионов долларов городской администрации общественного транспорта за отказ управлять автобусами. Автобусы простояли почти два года на Бруклинском армейском терминале до конца 1985 года, когда UMTA обменяла платёж на долевое участие в MTA properties, что позволило продать 835 из 851 автобуса. 620 автобусов были перестроены и проданы компании New Jersey Transit, 175 из этих автобусов также были перестроены и проданы метрополитену Куин-Сити в Цинциннати, штат Огайо, а остальные 40 автобусов перестроены и проданы транспортному агентству в Пуэрто-Рико. 16 непроданных автобусов хранились в качестве вещественных доказательств до тех пор, пока судебный процесс не был разрешён; один автобус (236) был законсервирован, 13 были проданы транспортному управлению долины Пионер в Спрингфилде, штат Массачусетс, в начале 1985 года, а оставшиеся два были утилизированы.

## История моделей
История модели Grumman 870/Flxible Metro такова:
| Grumman-Flxible 870 (1978–1982) | Grumman-Flxible 870 (1978–1982) | Grumman-Flxible 870 (1978–1982) | Grumman-Flxible 870 (1978–1982)        |
| --- | ------------------------------- | --- | -------------------------------------- |
| Первоначально было сохранено то же название модели, которое использовалось для шины Flxible New Look третьего поколения. |                                 | |                                        |
| Номинальная вместимость кресел | Ширина                          | Тип двигателя | Кондиционер                            |
| 35 = 30 ft 45 = 35 ft 53 = 40 ft | 096 = 96 in 102 = 102 in        | -6 = Detroit Diesel 6V711 -8 = Detroit Diesel 8V712 | -0 = Нет кондиционера -1 = Кондиционер |
| Начиная с апреля 1980 года обозначение модели было пересмотрено, и первые две цифры теперь указывали длину вместо номинальной вместимости. |                                 | |                                        |
| Длина | Ширина                          | Тип двигателя | Кондиционер                            |
| 30 = 30 ft 35 = 35 ft 40 = 40 ft | 096 = 96 in 102 = 102 in        | -6 = Detroit Diesel 6V711 -8 = Detroit Diesel 8V712 | -0 = Нет кондиционера -1 = Кондиционер |
| Flxible Metro (1983–1996) |                                 | |                                        |
| После покупки Grumman компанией General Automotive название модели было пересмотрено, чтобы лучше идентифицировать используемые двигатели. |                                 | |                                        |
| Длина | Ширина                          | Тип двигателя | Кондиционер                            |
| 30 = 30 ft 35 = 35 ft 40 = 40 ft | 096 = 96 in 102 = 102 in        | -4D = Detroit Diesel Series 50 -6C = Cummins L10 -6C8 = Cummins C8.3 -6M = Cummins M11E -6N = Detroit Diesel 6V71 (1983-1992) -6T = Detroit Diesel 6V92TA (1983-1992) -6TL = Detroit Diesel 6V71TA (1983–1989) or 6L71TA (1990–1992) | -0 = Нет кондиционера -1 = Кондиционер |
| Записи |                                 | |                                        |
| 1. Некоторые подразделения 1981-1983 годов выпуска использовали Detroit Diesel 6V92TA, включая модели 1981 года выпуска, которые поступали на New Jersey Transit и Муниципальные автобусные линии Санта-Моники. 2. Некоторые автомобили 1978-1981 годов выпуска использовали Cummins VTB903, в том числе несколько автомобилей 1978 года выпуска, которые поступили в Управление скоростного транспорта Метрополитен Атланты. A letter is often used to denote the different generations of the Metro: - A = 1983–1986 - B = 1987–1991 - C = 1992 - D = 1993–3-я четверть 1994 - E = 4-я четверть 1994–1996 |                                 | |                                        |

## Дальнейшее чтение
- Ebert, Robert R. (2001). Flxible: A History of the Bus and the Company. Yellow Springs, OH: Antique Power, Inc. ISBN 0-9660751-2-9.
- Luke, William A. & Metler, Linda L. (2005). City Transit Buses of the 20th Century. Hudson, WI: Iconografix. ISBN 1-58388-146-8.
- McKane, John (2001). Flxible Transit Buses: 1953–1995 Photo Archive. Hudson, WI: Iconografix. ISBN 1-58388-053-4.